# Euphorbia atrispina
Euphorbia atrispina es una especie de fanerógama perteneciente a la familia Euphorbiaceae. Es endémica de Sudáfrica.

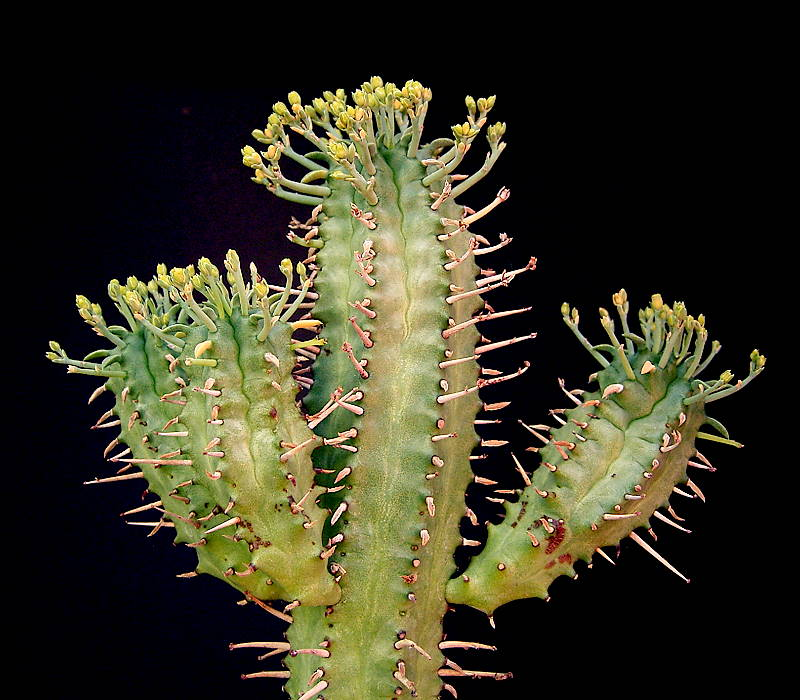
Planta en flor

## Descripción
Es un arbusto suculento que alcanza los 120 cm de altura y tiene los tallos espinosos. Es una planta suculenta, espinosa, cilíndrica, con 6-9 costillas o ángulos ampliamente redondeados, ligeramente prominente en la parte superior, apenas por abajo, con las hojas rudimentarias, glabras de color verde oscuro opaco, con una capa costrosa más o menos evidente blanquecina, probablemente producida por una exudación de cera fina.

## Taxonomía
Euphorbia atrispina fue descrito por Nicholas Edward Brown y publicado en Flora Capensis 2: 342. 1915.
Etimología
Euphorbia: nombre genérico que deriva del médico griego del rey Juba II de Mauritania (52 a 50 a. C. - 23), Euphorbus, en su honor – o en alusión a su gran vientre – ya que usaba médicamente Euphorbia resinifera. En 1753 Carlos Linneo asignó el nombre a todo el género.
atrispina: epíteto
Sinonimia
- Euphorbia atrispina var. viridis A.C.White, R.A.Dyer & B.Sloane[4][5]